# Tyrissa carola
Tyrissa carola är en fjärilsart som beskrevs av William Schaus 1906. Tyrissa carola ingår i släktet Tyrissa och familjen nattflyn. Inga underarter finns listade i Catalogue of Life.